# Малое Жужгово (озеро, Шумихинский район)
Малое Жужгово — озеро в Шумихинском районе Курганской области России. Расположено в 27 км на север от города Шумихи. Добраться до озера можно по автомобильной дороге: Шумиха — Карачельское — Большая Рига — Красная Звезда — Шадринск.

## Растительность и животный мир
В озере обитают рыбы: карась.
По берегам озера встречаются деревья и кустарники.

## Отдых
На озере находится база отдыха АО Далур.